# 李觉 (1900年)
李觉（1900年6月6日—1987年7月31日），字雲波，湖南长沙人，湖南省政府主席何键之婿。1949年参加湖南起义，任解放軍第21兵团副司令。第二至第六届全國政協委員、全国政协常委。

## 生平
1924年畢業於保定军校第9期。曾在段祺瑞手下当过兵，后跑到唐生智手下，逐渐升任连长。1923年，由唐生智做媒，将当时还是营长的何键的大女儿何玫，嫁给李觉，从此李觉也就成为何键的亲信将领。在何键麾下，李觉历任营长、团长、旅长。1929年兼任長沙警備司令。1930年第二次长沙战役后，接替刘建绪，担任何键基本部队第19师的师长。1930年冬击败南征的红二军团，1931年击败由广西入湘的红七军。1935年红二、红六军团转移到湘西后，在鸡公垭战斗被第19师打退。贺龙、萧克发现该师并不好对付，只能先转移兵力去打战斗力较弱的鄂军。
抗日戰爭時，第19师被扩编为國民革命軍第七十軍，任軍長（1937-1941）。升任國民革命軍第二十五集團軍總司令（1942-1945)一度被架空。浙赣会战中，不得不使用指挥能力较强的李觉出来挽救局面。
抗战结束后，李觉因不愿打内战而退居二线。

## 纪念
位於長沙市的「李覺公館」被列為长沙市文物保护单位、湖南省文物保护单位。

## 家人
- 妻子何玫：何键的大女儿。1923年，由唐生智做媒成亲。